# ATC код D
|  |  | Інформація, розміщена на даній сторінці служить тільки для ознайомлення. Займатись самолікуванням без медичної освіти, категорично забороняється. |

## (D) Лікарські засоби, що впливають на шкіру
АТХ код D (англ. ATC code D), «Препарати, що впливають на шкіру» — розділ системи літеро-цифрових кодів Анатомічно-терапевтично-хімічної класифікації, розроблений Всесвітньою організацією охорони здоров'я для класифікації ліків та інших медичних продуктів застосовуваних людьми. Подібну структуру мають також коди ветеринарного застосування (АТХвет коди), які побудовані шляхом розміщення літери Q перед відповідним людським АТХ кодом (наприклад: QA04…) та містяться в окремому списку. Національні АТХ-класифікації по кожній країні можуть дещо відрізнятися та зазвичай включають додаткові коди.

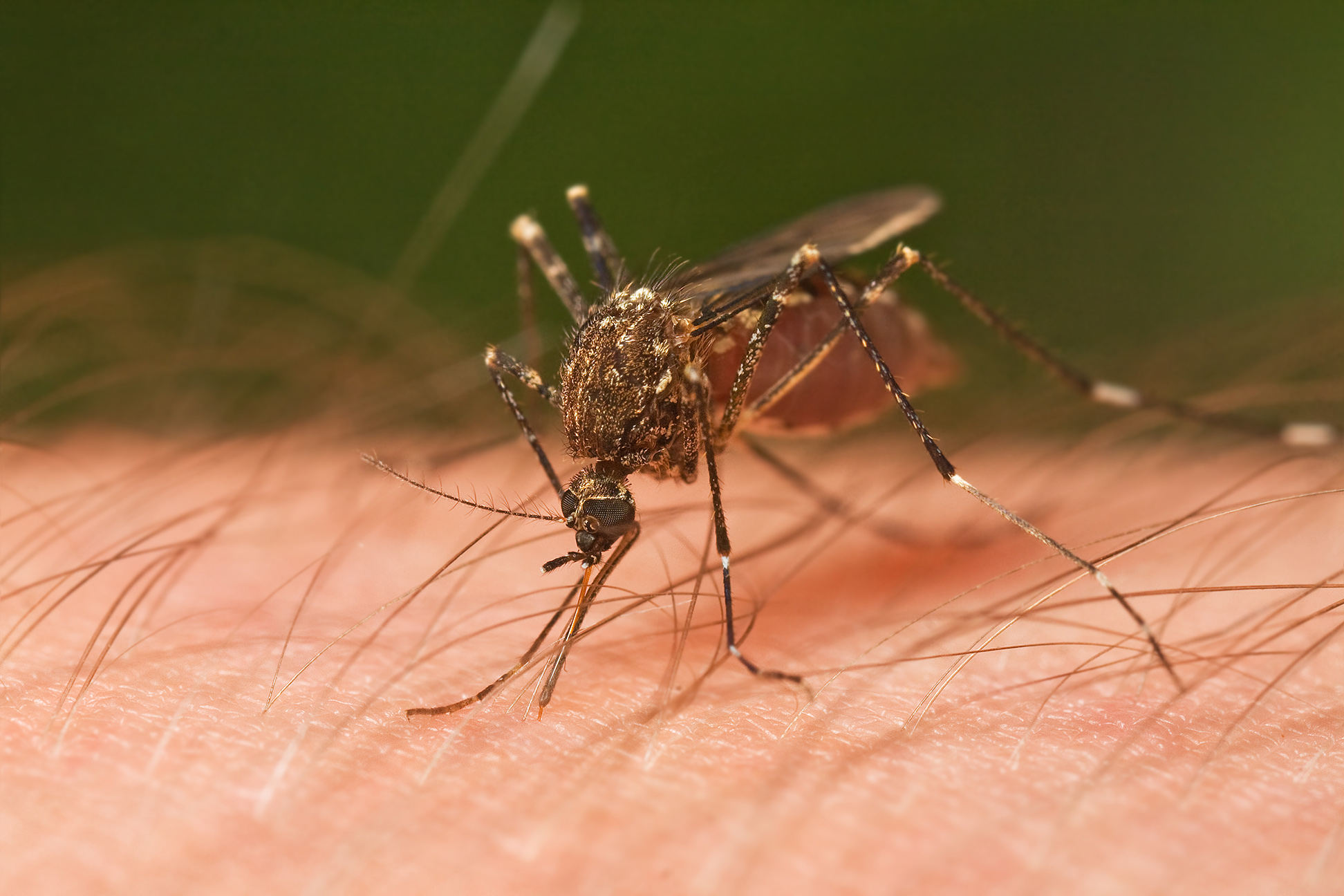
Напад одного з представників ектопаразитичних та отруйних членистоногих на людину, в результаті котрого виникають та інші ураження шкіри.

### (D01)Протигрибкові засобидлядерматологічногозастосування
| (D01A)    | Протигрибкові засоби для місцевого застосування      |
| (D01AA)   | Антибіотики                                          |
| (D01AA01) | Ністатин                                             |
| (D01AA02) | Натаміцин                                            |
| (D01AA03) | Хачимицин                                            |
| (D01AA04) | Пецилоцин                                            |
| (D01AA06) | Мепартрицин                                          |
| (D01AA07) | Пирролнитрин                                         |
| (D01AA08) | Гризеофульвін                                        |
| (D01AA20) | Комбінації                                           |
| (D01AC)   | Похідні імідазолу та тріазолу                        |
| (D01AC01) | Клотримазол                                          |
| (D01AC02) | Міконазол                                            |
| (D01AC03) | Еконазол                                             |
| (D01AC04) | Хлормідазол                                          |
| (D01AC05) | Ізоконазол                                           |
| (D01AC06) | Тіабендазол                                          |
| (D01AC07) | Тіоконазол                                           |
| (D01AC08) | Кетоконазол                                          |
| (D01AC09) | Сулконазол                                           |
| (D01AC10) | Біфоназол                                            |
| (D01AC11) | Оксиконазол                                          |
| (D01AC12) | Фентиконазол                                         |
| (D01AC13) | Омоконазол                                           |
| (D01AC14) | Сертаконазол                                         |
| (D01AC15) | Флуконазол                                           |
| (D01AC16) | Флутримазол                                          |
| (D01AC17) | Еберконазол                                          |
| (D01AC18) | Луліконазол                                          |
| (D01AC19) | Ефінаконазол                                         |
| (D01AC20) | Імідазол/триазол в комбінації з кортикостероїдами    |
| (D01AC52) | Міконазол, комбінації                                |
| (D01AC60) | Біфоназол, комбінації                                |
| (D01AE)   | Інші протигрибкові засоби для місцевого застосування |
| (D01AE01) | Бромохлоросаліциланілід                              |
| (D01AE02) | Метилрозанілін                                       |
| (D01AE03) | Трибромометакрезол                                   |
| (D01AE04) | Ундециленова кислота                                 |
| (D01AE05) | Полиноксилін                                         |
| (D01AE06) | 2-(4-хлорфенокси)-етанол                             |
| (D01AE07) | Хлорфенезин                                          |
| (D01AE08) | Тиклатон                                             |
| (D01AE09) | Сульбентин                                           |
| (D01AE10) | Етил гідроксибензоат                                 |
| (D01AE11) | Галопрогін                                           |
| (D01AE12) | Саліцилова кислота                                   |
| (D01AE13) | Сульфід селена                                       |
| (D01AE14) | Циклопірокс                                          |
| (D01AE15) | Тербінафін                                           |
| (D01AE16) | Аморолфін                                            |
| (D01AE17) | Димазол                                              |
| (D01AE18) | Толнафтат                                            |
| (D01AE19) | Толциклат                                            |
| (D01AE20) | Комбінації                                           |
| (D01AE21) | Флуцитозин                                           |
| (D01AE22) | Нафтифін                                             |
| (D01AE23) | Бутенафін                                            |
| (D01AE54) | Ундециленова кислота, комбінації                     |
| (D01B)    | Протигрибкові засоби для системного застосування     |
| (D01BA)   | Протигрибкові засоби для системного застосування     |
| (D01BA01) | Гризеофульвін                                        |
| (D01BA02) | Тербінафін                                           |